# Tana Vallis
La Tana Vallis è una struttura geologica della superficie di Marte.